# Zara (stacja metra)
Zara – stacja przesiadkowa mediolańskiego metra między liniami M3 oraz M5. Znajduje się na viale Zara w Mediolanie. Stacja M3 zlokalizowana jest pomiędzy przystankami Maciachini i Sondrio, natomiast stacja M5 między przystankami Marche oraz Isola. Starszą część otwarto w 1995 roku, nowszą - w 2013 roku.